# Vjekoslav Kaleb
Vjekoslav Kaleb (n. 27 septembrie 1905, Comuna Tisno, Šibenik-Knin, cantonul Šibenik-Knin, Croația – d. 13 aprilie 1996, Zagreb, Croația) a fost un învățător, prozator și romancier croat.

## Biografie
S-a născut la Tisno și a învățat la Zadar și Belgrad și apoi la Școala Normală din Šibenik, pe care a absolvit-o în 1924. Mai târziu, a urmat cursurile Academiei Pedagogice din Zagreb (azi Facultatea de Pedagogie a Universității din Zagreb), pe care le-a absolvit în 1934. A lucrat ca învățător în diferite sate din regiunea Zagora a Croației (în zonele Split și Šibenik) în perioada 1924-1936 și apoi la Šibenik (1936-1940), iar în 1940, la invitația lui I. G. Kovačić, a devenit funcționar în Departamentul de Educație al Baninei Croate din Zagreb. În anul 1943 s-a alăturat partizanilor iugoslavi care luptau pentru eliberarea țării de sub stăpânirea fasciștilor, iar în 1944 a contribuit la organizarea unor activități cultural-educative într-o tabără de refugiați. În anul 1945 a devenit șef al departamentului de educație ZAVNOH din Šibenik.
După cel de-al Doilea Război Mondial a lucrat ca redactor al mai multor reviste literare: Književnik (1945), Naprijed (1945-1947), Republika (1945-1950) și Kolo (1953), ca secretar al Societății Scriitorilor Croați și al editurii Matica Hrvatska din Zagreb (1950-1951) și ca director artistic al studioului Zagreb-film (1957). A devenit membru titular al Academiei Croate de Științe și Arte (HAZU) în 1961.
Kaleb a debutat cu proză în 1928 în revista Novi čovjek și a publicat fragmente literare în diferite periodice, apoi în 1940 i-a apărut primul volum de proză: Na kamenju. A scris intermitent și poezie, care a apărut în presa vremii. A publicat un număr de 57 de nuvele în mai multe volume (Na kamenju, Izvan stvari, Brigada, Trideset konja, Kronika dana, Smrtni zvuci, Nagao vjetar, Ogledalo, Luk i strijela etc.) și patru romane (Ponižene ulice, Divota prašine, Bijeli kamen, Bez mosta). Scrierile sale au fost traduse în mai multe limbi europene (albaneză, engleză, franceză, germană, italiană, cehă, poloneză, rusă, slovenă și macedoneană). Majoritatea scrierilor sale prezintă viața populației din cătunele izolate ale regiunii Zagora în timpul războiului.
Primele volume de nuvele: Na kamenju (1940) și Izvan stvari (1942) au subiecte extrase din mediul rural dalmatic și urmăresc destinele unor personaje deosebite. Povestirea „Gost” („Oaspetele”) este una dintre cele mai vechi (a fost publicată în 1940) și mai cunoscute nuvele ale sale. Experiența de război a lui Kaleb este prezentată sub formă literară în volumul de nuvele Brigada (1947) și în romanul Ponižene ulice (1950, publicat parțial în Republika în 1948). Capodopera sa este considerată a fi romanul Vraja colbului (1954) despre rătăcirea a doi tineri partizani după destrămarea brigăzii din care făceau parte. Romanul Bijeli kamen (1954) încearcă să găsească răspuns la probleme existențiale generale. Volumele Smrtni zvuci (1957) și Nagao vjetar (1959) marchează o deplasare a autorului către mediul urban și o experimentare a unor structuri literare noi. Romanul Bez mosta (1986), conceput ca o discuție cu inserții eseistice, este o critică evidentă a ideologiei socialiste.
A mai scris scenarii de film, reportaje, articole și recenzii literare și a realizat traduceri (cea mai cunoscută este traducerea basmului „Pinocchio” al lui Carlo Collodi, dar a mai tradus și din opera lui Lev Tolstoi). După scrierile sale au fost realizate filmele de cinema Kameni horizonti (1953) și Divota prašine (1975), scurtmetrajul Ogledalo (1955) și filmul de televiziune Trideset konja (1989).
Kaleb a fost unul dintre puținii partizani croați din războiul de eliberare națională a Iugoslaviei și un comunist care s-a opus mitului negru al numărului de oameni uciși într-un lagărul de concentrare de la Jasenovac. El a recunoscut că, din cauza multiplicării intenționate a numărului victimelor regimului ustașilor, creatorii mitului negru și-au îndeplinit obiectivul: transferul asociativ al responsabilității morale și penale către întregul popor croat, ceea ce a antrenat nu doar răspunderi psihologice și politice severe, ci și consecințe demografice, precum și un regres semnificativ în dezvoltarea economică, culturală, artistică și științifică a poporului croat. În articolul „Govorim o toleranciji” („Vorbesc despre toleranță”), apărut în săptămânalul Hrvatski tjednik din Zagreb (nr. 31, 19 noiembrie 1971, p. 15), a spus:
| “ | Știu că cei care înzecesc în mod unilateral numărul oamenilor uciși, să zicem la Jasenovac, cunosc că majoritatea celor uciși în lagărul respectiv au fost croați, dar vor să profite de pe urmele sângelui altcuiva și să-l folosească în scopurile lor necurate. | ” |

## Premii și recunoașteri
- Premiul Vladimir Nazor pentru întreaga activitate (1967)[6][7]
- Marea Cruce de Cavaler al Marelui Ordin al regelui Dmitar Zvonimir „pentru contribuția remarcabilă la independența și integritatea teritorială a Republicii Croația, la dezvoltarea și progresul statului croat și pentru realizările deosebite în acțiuni culturale și umanitare” (28 mai 1995)[9]

## Opera literară (selecție)
Nuvele
- Na kamenju (On the Stone), Zagreb, 1940
- Izvan stvari (Outside of Things), Zagreb, 1942
- Novele, Zagreb, 1946
- Brigada (Brigade), Zagreb, 1947
- Novele, Belgrad, 1947
- Trideset konja (Thirty Horses), Zagreb, 1947
- Kronika dana (Daily Chronicle), Zagreb, 1949
- Pripovijetke, Zagreb, 1951
- Smrtni zvuci (Sounds of Death), Sarajevo, 1957
- Nagao vjetar (Hasty Wind), Zagreb, 1959
- Ogledalo (Mirror), Belgrad, 1962
- Pripovijetke, Zagreb, 1963
- Odabrana djela, 1–6, Zagreb, 1969
- Izabrana djela, Zagreb, 1971
- Pet stoljeća hrvatske književnosti, 118–119, Zagreb, 1973
- Sveti govor, Zagreb, 1994
- Kolumbovo jaje ili proze u pjesmi, Zagreb, 1995
- Gost i druge pripovijesti, Zagreb, 1996

Romane
- Ponižene ulice (Humiliated Streets), Zagreb, 1950; revizuită și republicată în 1969 sub titlul Poniženi grad[6]
- Divota prašine („Vraja colbului”), Zagreb, 1954
- Bijeli kamen (White Stone), Zagreb, 1954
- Bez mosta, Zagreb, 1986

### Traduceri în limba română
- Vraja colbului (Divota prašine), Editura pentru Literatură Universală, București, 1968, traducere realizată de D. Radimac și Nicolae Mărgeanu[10]

## Legături externe
- LZMK / Enciclopedia croată: Kaleb, Vjekoslav Arhivat în 28 septembrie 2015, la Wayback Machine.
- LZMK / Enciclopedia Prolexis: Kaleb, Vjekoslav
- LZMK / Lexicon biografic croat: Kaleb, Vjekoslav Arhivat în 30 octombrie 2020, la Wayback Machine. (autor: Nevenka Videk, 2005. )